# 晚年周恩来
《晚年周恩来》是原中共中央文献研究室室务委员、周恩来生平研究小组组长高文謙编写的周恩来的传记作品，2003年4月发表。

## 内容
该书与中共在很多历史事件的描述上大相径庭。书中大量引述高文謙在過去摘抄之中共內部未公開之信件、文件、會議紀錄和訪問等，以揭秘式披露周恩来由1940年代延安整风至逝世前与其他中共领导人的恩怨。高文謙指稱：“周為政治上『保持晚節』而被毛澤東拉下水，充當文革執行者的角色，為毛跑腿辦事，在不少事情上欠賬。”
毛澤東成功聯合林彪、拉攏周恩來後，方有信心發動文革，也就是「鬥倒劉少奇」的運動。周恩來先是劉少奇專案小組的牽頭人，後來又附和江青給劉少奇定罪。周恩來罹患癌症後，毛澤東不理會醫療專家及早治療的建議，提出「不動手術」等四條指示，有意延誤病情，讓周錯失早期發現尚有藥救的機會，把周推上死路。書的前言寫道“本書之出版是給2001年底逝世之母親的一份紀念禮物”，他指“這是因為受到中共方面的威脅，至母逝世始能出版該書。”
全書約50萬字，於2003年4月5日由明鏡出版社出版，成為該出版社《真相》系列書第23部。2006年1月至今於多維新聞網連載。
高文謙在書中後記表示，寫這本書有兩個目的：一個是重新評價周恩來，還其歷史本來面目，與中共官方一直大力吹捧周恩來相逕庭；另一目的是突破大陸文革研究禁區、揭露大陸官方的文革黑幕與高層政治的荒謬。
香港《廣角鏡雜誌》2004年3月與4月號刊載署名「司馬公」的文章《我讀「晚年周恩來」》批評此書言論，高文謙於美國《當代中國研究》反駁投稿並刊於該刊2004年第四期上，論戰並轉載至其他網站上。

## 影响
2006年1月8日，人民出版社在纪念周恩来逝世30周年之际出版了《周恩來的晚年歲月》一书，此书由同是中共中央文献研究室原周恩来研究组（生平与著作小组）组长刘武生撰写，《人民日报》的报道称：作者之所以萌生撰写本书的念头，是因为看到海外流传的某些恣意诋毁周恩来的书籍和文章，于心难忍，依据自己十多年学习、编辑周恩来的著作、生平、思想，确信周恩来绝对不是那些诽谤文字所说的人；于是他决定提笔反击那些谬论，为周恩来辩诬和正名。
李捷2013年发表文章驳《晚年周恩来》对毛泽东的丑化：“高文谦先生的《晚年周恩来》一书，多处罔顾历史事实，用个人想象代替客观描述，用断章取义代替理性分析，用成见和情绪化看法代替公允的结论，这样的‘反思’，究竟有何价值和意义？” 高文谦发表《中国若进步，必须彻底批毛——驳李捷兼下战书》回应。
前中共中央委员、中共党史专家李锐在接受德国之声访问中讲到周恩来：“周恩来心里不明白吗？他不了解毛泽东吗？他不知道毛泽东做的这一套对还是不对吗？他心知肚明，但是他没有办法，他只能当丫头：你要我干什么，我干什么。……那本《晚年周恩来》是香港出版的，作者高文谦……这本书中，关于文革毛泽东和周恩来的关系，那些文革的内情啊，都写得相当具体。我没有细看，我翻了一下，他写的符合事实。”
《時代雜誌》的 Peter Ritter 稱讚這本書的描繪周恩来的兩面－周到、有教養，但最終還是服從於毛澤東的率性，是“一個積極的，如果不總是熱情的，參與者”。Ritter 的結論是，本書描述了“一個矛盾，甚至可以說悲劇的人物”。加州大學洛杉磯分校國際政治教授王棟有類似看法，他指出“本書展現出周是個性複雜的悲劇英雄”。麻省理工學院教授白魯恂在《外交》雜誌發表書評，稱讚本書對政治敏感問題講真話，認為總的來說，本書幫周恩來留下正面回憶。
由於周恩來過去之官方背景之關係，對於高文謙引述之官方未公佈之內容，一些海外人士認為可信度甚高，至2006年已出版35版之多，並吸引海外關注中國的媒體如英國廣播公司、美國之音（2003年5月）等採訪。高文謙亦因此書而獲得萬人傑新聞文化基金會主辦之第13屆萬人傑新聞文化獎（2005年7月7日，同時獲獎的還有焦國標、章诒和、胡志偉 (作家)與美國作家ETHAN GUTMOUN）。
Frederick C. Teiwes和Warren Sun的文章说：“高是周恩来的文獻研究室副主任，並因此接觸到許多敏感信息材料。然而，他的書很少注明来源，因此很難对他具体的宣称进行确认。然而，我們對這裡介紹的內容的普遍有效性感到滿意。”
2013年，中共中央文献研究室副主任、《周恩来传》主编金冲及在接受采访时说：高文谦书中引用的史料并没有编造，但史料之间的猜测和看法是主观的。